# Cothelstone
Cothelstone ist ein Dorf und eine Gemeinde in Somerset im Südwesten Englands im Vereinigten Königreich. Sie befindet sich in den Quantock Hills, etwa zehn Kilometer nördlich von Taunton. Das Dorf hat 111 Einwohner (Stand 2002).
Es heißt, das man mit einem Fernrohr an Tagen mit guter Sicht von Cothelstone aus 14 Countys und 150 Kirchen sehen kann.

## Geschichte
Die Familie Stawell erhielt den Herrensitz Cothelstone Manor im Jahr 1066 von Wilhelm dem Eroberer.
Während des Englischen Bürgerkrieges stellte Sir John Stawell of Cothelstone auf seine Kosten eine Truppe auf, um für den König zu kämpfen. Als Taunton in die Hände parlamentarischer Truppen fiel und von Robert Blake gehalten wurde, griff er Stawell bei Bishops Lydeard an und nahm ihn gefangen. Nach der Stuart-Restauration verlieh König Karl II. der Titel Baron Stawell an Sir Johns Sohn Ralph.

## Regierung
Cothelstone bildet mit der benachbarten Gemeinde Bishops Lydeard einen gemeinsamen Gemeinderat (parish council). Dieser ist für örtliche Angelegenheiten zuständig, wie etwa die Aufstellung eines Haushaltsplanes für die Ausgaben der Gemeinden und für den Rechnungsabschluss. Er bewertet Bauanträge und arbeitet bei der Verbrechensbekämpfung und bezüglich des Verkehrs mit der Polizei, Bezirksbeamten und örtlichen Nachbarschaftsüberwachungsgruppen zusammen. Außerdem ist er etwa für die Unterhaltung und Instandsetzung von Ortsstraßen, Abwasserleitungen, Fußwegen und die Straßenreinigung verantwortlich. Auch die Erhaltung von Bäumen und geschützten Gebäuden sowie Umweltfragen fallen in die Verantwortlichkeit des Gemeinderats.
Das Dorf gehörte bis Ende März 2019 zum Non-metropolitan district Taunton Deane, der am 1. April 1974 unter den Bestimmungen des Local Government Act 1972 gegründet wurde, danach zu Somerset West and Taunton. Seit 2023 gehört Cothelstone zur Unitary Authority Somerset, die aus der Fusion der Distrcuts entstand. Zuvor war der Ort Teil des Rural Districts Taunton. Die Bezirksverwaltung ist für Baugenehmigungen und Straßen, Sozialwohnungen, Umweltschutz, Märkte und Messen, Abfallentsorgung und Recycling, Friedhöfe und Bestattungsdienste sowie für Parks und touristische Angelegenheiten zuständig.
In der Kompetenz des Somerset County Council liegen die größten und kostenintensivsten kommunalen Aufgaben, wie etwa Bildung, soziale Leistungen, Büchereien, Hauptstraßen, öffentlichen Nahverkehr, Polizei und Feuerwehr sowie die Deponierung von Müll und die Raumplanung.
Cothelstone fällt in den Wahlkreis Taunton, der die Vertretung im House of Commons bestimmt. Dabei wird ein Mitglied des Parlaments gewählt. Auf europäischer Ebene fällt der Ort in den Wahlkreis South West England, der sieben Abgeordnete für das Europäische Parlament festlegt, wobei das D’Hondt-Verfahren zur Anwendung kommt.

## Bauwerke
Cothelstone Manor wurde Mitte des 16. Jahrhunderts erbaut und durch parlamentarische Truppen 1646 weitgehend zerstört. Erst 1855–1856 erfolgt ein Wiederaufbau durch E.J. Esdaile. Das Torhaus aus dem 16. Jahrhundert, ein Pavillon und die aus dem 17. Jahrhundert stammende Banqueting Hall bestehen noch.
Ein in der Nähe gelegenes Brunnenhaus ist ein unter Grade II* eingestuftes Bauwerk, das im Mittelalter entstand und im 19. Jahrhundert erneuert wurde. Es besteht aus bearbeitetem rotem Sandstein. Hinter dem Eingangstorbogen befindet sich ein flaches Becken mit klarem Wasser, das auch über Rohre zur Bewässerung abgeleitet wird. Der Überlieferung nach wird dem Wasser Heilkraft und eine Hilfe zur Fruchtbarkeit nachgesagt, Jungfrauen nutzten Weissagungen, um am Vorabend des Festes der Heiligen Agnes ihre künftigen Männer zu entdecken. Derzeit wird das Gebäude restauriert.

## Religiöse Stätten
Die Church of St Thomas of Canterbury, die ebenfalls aus rotem Sandstein gebaut ist, stammt aus dem 12. Jahrhundert. Sie wurde 1864 weitgehend restauriert. In ihr befinden sich Grabmäler der Familie Stawell. Die Kirche ist von English Heritage als Grade I eingestuft.